# سفر دراز روز در شب (فیلم ۱۹۶۲)
«سفر طولانی بسوی شب» (انگلیسی: Long Day's Journey into Night (1962 film)) یک فیلم به کارگردانی سیدنی لومت است که در سال ۱۹۶۲ منتشر شد. از بازیگران آن می‌توان به کاترین هپبورن، رالف ریچاردسون، جیسون روباردز، و دین استاکول اشاره کرد.